# Tonneins
Tonneins [tonɛ̃s] est une commune du Sud-Ouest de la France, située dans le département de Lot-et-Garonne, en région Nouvelle-Aquitaine.
La commune compte une population totale de         9 625 hab en 2022  (Population municipale + population comptée à part).
La ville est membre de l'intercommunalité Val de Garonne Agglomération. Son unité urbaine compte 2 communes et rassemble 10 318 habitants (2022).
Son aire d'attraction compte 15 671 habitants (2022).

## Géographie

### Localisation
Située entre Agen et Marmande sur la rive droite de la Garonne, sur un rocher élevé  qui domine le fleuve et son autre rive.

### Communes limitrophes
La commune de Tonneins est située sur la rive droite de la Garonne à l'exception du lieu-dit Saint-Germain en rive gauche. Les communes de Monheurt, Villeton et Lagruère sont aussi sur la rive gauche.
| Fauillet, Lagruère | Varès    | Grateloup-Saint-Gayrand |
| Villeton           | Tonneins | Clairac                 |
| Monheurt           | Nicole   |                         |

## Climat
Pour des articles plus généraux, voir Climat de la Nouvelle-Aquitaine et Climat de Lot-et-Garonne.
Historiquement, la commune est exposée à un climat océanique aquitain.
En 2020, Météo-France publie une typologie des climats de la France métropolitaine dans laquelle la commune est dans une zone de transition entre le climat océanique et le climat océanique altéré et est dans la région climatique Aquitaine, Gascogne, caractérisée par une pluviométrie abondante au printemps, modérée en automne, un faible ensoleillement au printemps, un été chaud (19,5 °C), des vents faibles, des brouillards fréquents en automne et en hiver et des orages fréquents en été (15 à 20 jours).
Pour la période 1971-2000, la température annuelle moyenne est de 13,1 °C, avec une amplitude thermique annuelle de 15,3 °C. Le cumul annuel moyen de précipitations est de 769 mm, avec 10,3 jours de précipitations en janvier et 6,4 jours en juillet. Pour la période 1991-2020, la température moyenne annuelle observée sur la station météorologique la plus proche, située sur la commune de Verteuil-d'Agenais à 12 km à vol d'oiseau, est de 13,8 °C et le cumul annuel moyen de précipitations est de 821,3 mm,. Pour l'avenir, les paramètres climatiques de la commune estimés pour 2050 selon différents scénarios d’émission de gaz à effet de serre sont consultables sur un site dédié publié par Météo-France en novembre 2022.

## Urbanisme

### Typologie
Au 1er janvier 2024, Tonneins est catégorisée petite ville, selon la nouvelle grille communale de densité à sept niveaux définie par l'Insee en 2022.
Elle appartient à l'unité urbaine de Tonneins, une agglomération intra-départementale regroupant deux  communes, dont elle est ville-centre,,. Par ailleurs la commune fait partie de l'aire d'attraction de Tonneins, dont elle est la commune-centre,. Cette aire, qui regroupe 11 communes, est catégorisée dans les aires de moins de 50 000 habitants,.

### Occupation des sols

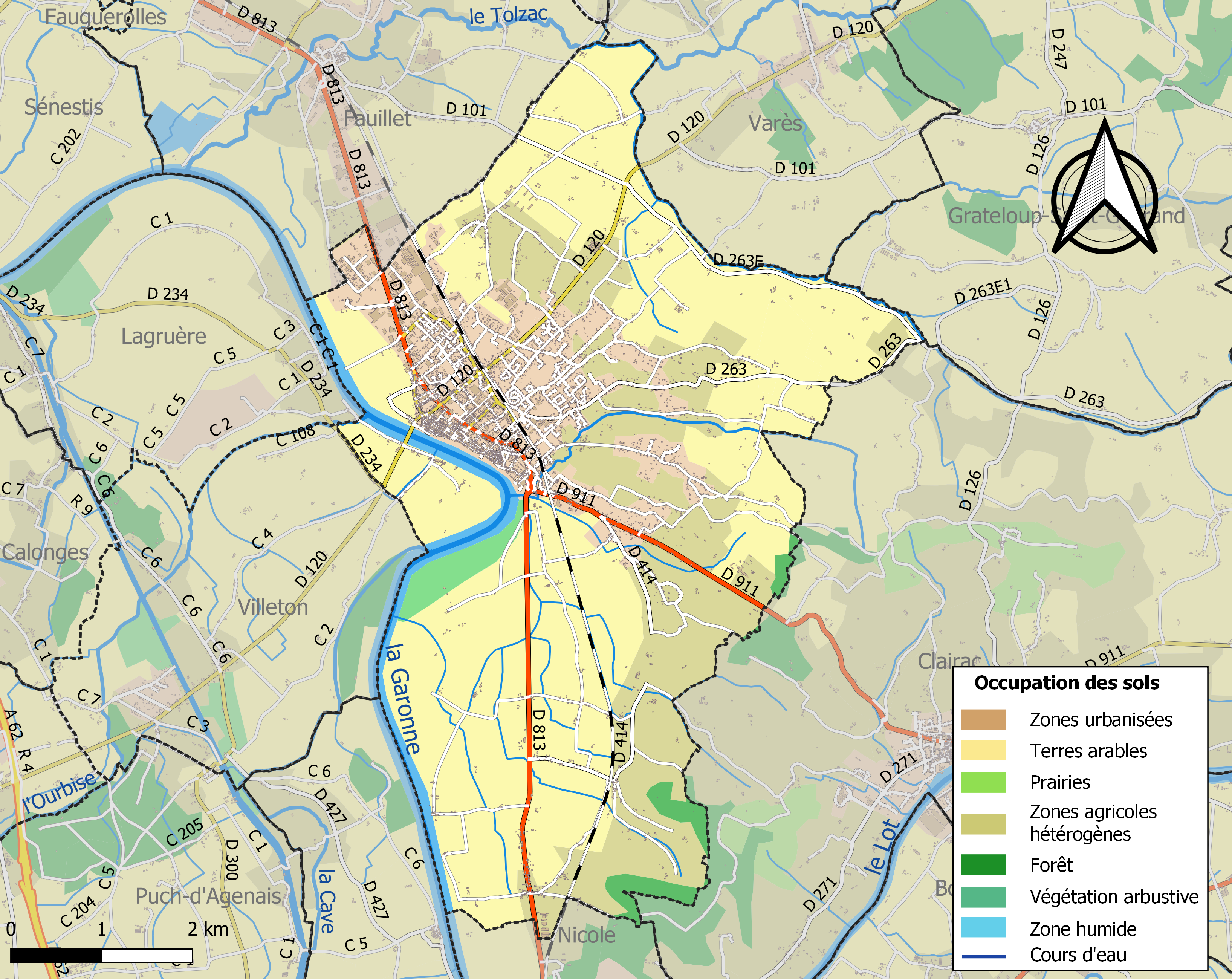
Carte des infrastructures et de l'occupation des sols de la commune en 2018 (CLC).

L'occupation des sols de la commune, telle qu'elle ressort de la base de données européenne d’occupation biophysique des sols Corine Land Cover (CLC), est marquée par l'importance des territoires agricoles (76,9 % en 2018), en diminution par rapport à 1990 (80,3 %). La répartition détaillée en 2018 est la suivante : 
terres arables (52,6 %), zones agricoles hétérogènes (22,9 %), zones urbanisées (12,8 %), zones industrielles ou commerciales et réseaux de communication (3,9 %), eaux continentales (3,3 %), forêts (1,7 %), cultures permanentes (1,4 %), milieux à végétation arbustive et/ou herbacée (1,4 %). L'évolution de l’occupation des sols de la commune et de ses infrastructures peut être observée sur les différentes représentations cartographiques du territoire : la carte de Cassini (XVIIIe siècle), la carte d'état-major (1820-1866) et les cartes ou photos aériennes de l'IGN pour la période actuelle (1950 à aujourd'hui).

### Voies de communication et transports
Traversée par la route départementale 813, ancienne route nationale 113, et au début de la route nationale 111.
Desservie par la SNCF gare de Tonneins sur la ligne de chemin de fer Bordeaux-Toulouse.
Les communications avec la rive gauche de la Garonne s'effectuaient jusqu'au début des années 1920 par un pont suspendu construit en 1835. De 1919 à 1922 fut construit le pont en béton armé actuellement utilisé par la route départementale 120,. Entre 1923 et 1933, ce pont fut également emprunté par le réseau de chemins de fer secondaires des voies ferrées départementales du Midi.

#### Distances kilométriques avec des villes françaises
| Ville                | Agen       | Toulouse    | Bordeaux    | Biarritz    | Paris         | Auch         | Pau           | Périgueux     | Montpellier | Nantes        |
| -------------------- | ---------- | ----------- | ----------- | ----------- | ------------- | ------------ | ------------- | ------------- | ----------- | ------------- |
| Distance Orientation | 40 km (SE) | 147 km (SE) | 100 km (NO) | 207 km (SO) | 590 km (N-NE) | 99 km (S-SE) | 159 km (S-SO) | 112 km (N-NE) | 375 km (SE) | 402 km (N-NO) |

### Risques majeurs
Le territoire de la commune de Tonneins est vulnérable à différents aléas naturels : météorologiques (tempête, orage, neige, grand froid, canicule ou sécheresse), inondations, mouvements de terrains et séisme (sismicité très faible). Il est également exposé à trois risques technologiques, le transport de matières dangereuses et  le risque industriel et la rupture d'un barrage. Un site publié par le BRGM permet d'évaluer simplement et rapidement les risques d'un bien localisé soit par son adresse soit par le numéro de sa parcelle.

#### Risques naturels
La commune fait partie du territoire à risques importants d'inondation (TRI) de Tonneins et Marmande, regroupant 19 communes concernées par un risque de débordement de la Garonne, un des 18 TRI qui ont été arrêtés fin 2012 sur le bassin Adour-Garonne. Les événements antérieurs à 2014 les plus significatifs sont les crues de 1770, 1875, 1930 et 1952. Des cartes des surfaces inondables ont été établies pour trois scénarios : fréquent (crue de temps de retour de 10 ans à 30 ans), moyen (temps de retour de 100 ans à 300 ans) et extrême (temps de retour de l'ordre de 1 000 ans, qui met en défaut tout système de protection). La commune a été reconnue en état de catastrophe naturelle au titre des dommages causés par les inondations et coulées de boue survenues en 1982, 1983, 1993, 1999, 2009, 2014, 2018, 2019 et 2021,.
Les mouvements de terrains susceptibles de se produire sur la commune sont des glissements de terrain et des tassements différentiels.

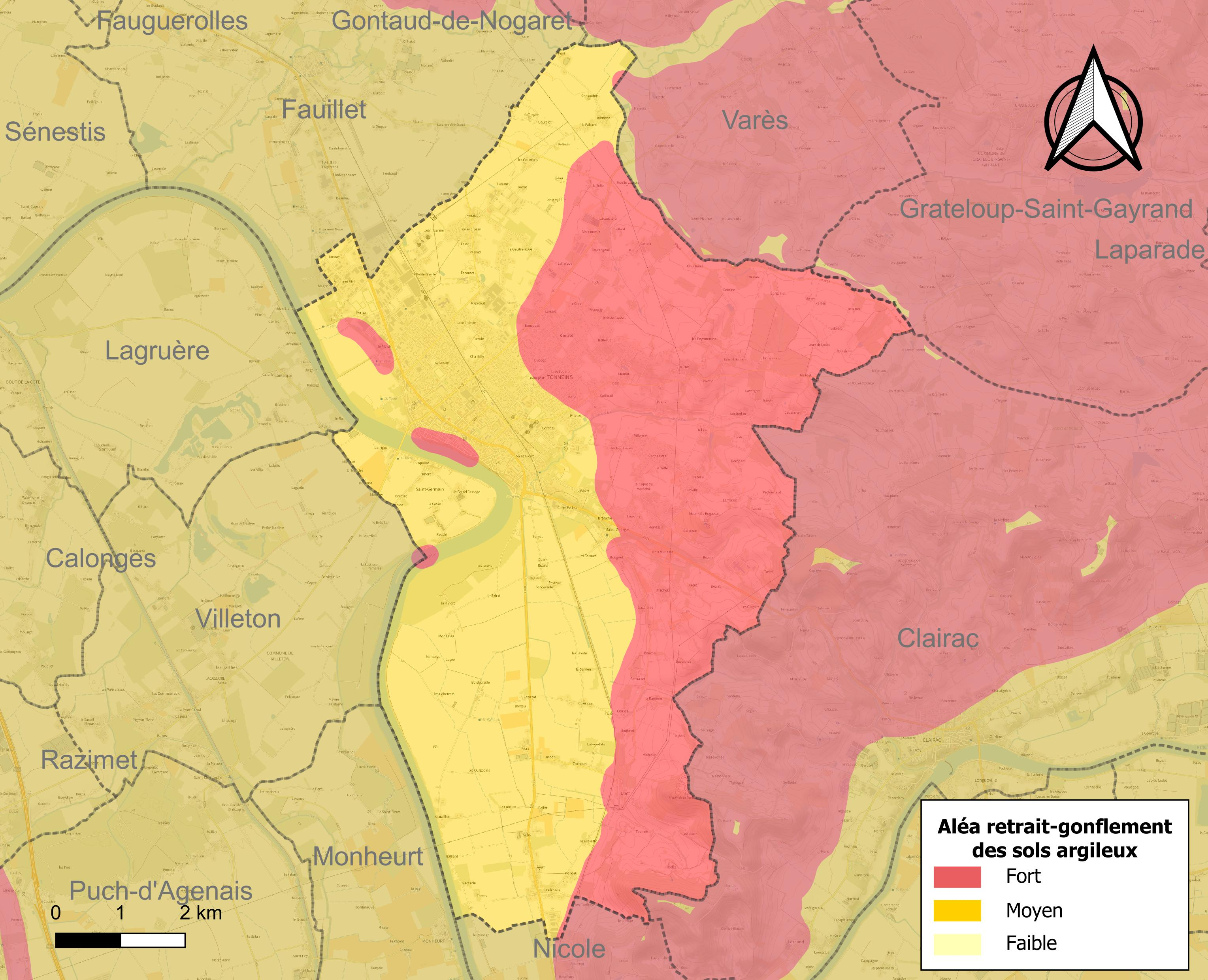
Carte des zones d'aléa retrait-gonflement des sols argileux de Tonneins.

Le retrait-gonflement des sols argileux est susceptible d'engendrer des dommages importants aux bâtiments en cas d’alternance de périodes de sécheresse et de pluie. La totalité de la commune est en aléa moyen ou fort (91,8 % au niveau départemental et 48,5 % au niveau national). Depuis le 1er octobre 2020, en application de la loi ELAN, différentes contraintes s'imposent aux vendeurs, maîtres d'ouvrages ou constructeurs de biens situés dans une zone classée en aléa moyen ou fort,.
Concernant les mouvements de terrains, la commune a été reconnue en état de catastrophe naturelle au titre des dommages causés par la sécheresse en 1989, 1992, 2003, 2005, 2011 et 2017 et par des mouvements de terrain en 1999.

#### Risques technologiques
La commune est exposée au risque industriel du fait de la présence sur son territoire d'une entreprise soumise  à la directive européenne SEVESO, classée seuil haut : Curia France (notamment pour le stockage de liquides comburants et de produits de toxicité aiguë).
La commune est en outre située en aval des barrages de Grandval dans le Cantal et de Sarrans en Aveyron, des ouvrages de classe A. À ce titre elle est susceptible d’être touchée par l’onde de submersion consécutive à la rupture de cet ouvrage.

## Toponymie
Le nom de la localité est attesté sous les formes Tonnencs  en 1197 et Tonninge en 1253,.
Alphonse Lagarde, dans sa Note historique publiée en 1882 écrit : « Au Ve siècle, Tonnantius Ferreolus fut préfet des Gaules, et son fils Tonnantius Ferreolus II, sénateur des Gaules. De Tonnantius on a fait Tonnance puis Thonenx et enfin Tonneins. ». Cette étymologie est aujourd'hui considérée comme fantaisiste.
Il s'agit d'une formation toponymique médiévale basée sur le nom de personne germanique Tunno,, suivi du suffixe germanique -ing ou -ingos, dont  la terminaison -os correspond à la fois à la désinence latine  -ōs de l'accusatif masculin pluriel et à celle gotique -ōs du nominatif masculin pluriel (notée -𐍉𐍃).
Au cours de la période de la Convention nationale (1792-1795), la commune porta le nom révolutionnaire de Tonneins-la-Montagne.
Le français Tonneins (prononcée localement « Toninsse ») est une transposition de l'occitan Tonens (prononcé « Tounén » ou « Tounéns »). La forme occitane ancienne Tonencs a servi à former le gentilé Tonenqués qui a donné Tonneinquais en français.

## Histoire
Comme l'Agenais, Tonneins a fait partie de la Gaule celtique, puis du duché de Gascogne, et du comté de Toulouse (l'Agenais est disputé entre Toulouse (comté puis parlement) et Bordeaux/Gascogne).
Du XIIe siècle jusqu’en 1790, la ville fut partagée en deux seigneuries distinctes,, séparées par « l’entre-deux-bourgs » : Tonneins-Dessus (le Petit-Tonneins, le bourg St-Pierre) en amont de la Garonne, et Tonneins-Dessous (le Grand-Tonneins, le bourg Notre-Dame) en aval. Chaque cité avait son seigneur, son château, son église, ses fortifications, ses coutumes, libertés et franchises et sa monnaie, mais la baronnie de Tonneins-Dessous était la plus importante, et Tonneins-Dessus en dépendait féodalement, lui devant foi et hommage.
- Aux XIIIe et XIVe siècles, les Rovinha/Rovignan avaient Tonneins-Dessus[41],[42], qu'en 1261 Raimond-Bernard de Rovignan, aussi seigneur de Casteljaloux et de Caumont, dota d'une coutume. Vers 1352, Hugues de Rovignan était seigneur de Tonneins-Dessus. Ensuite, les Caumont-La Force en furent les maîtres depuis la mi-xve siècle.
- Les Ferréol/Ferriol furent les seigneurs de Tonneins-Dessous (cf. Etienne ; aussi co-seigneurs de Gontaud) jusqu'à Isabelle Ferréol, aussi dame de Montastruc, qui vendit vers 1450 à Amanieu de Madaillan. Charles VII, finalement victorieux de la Guerre de Cent Ans, mit sous séquestre et donna en 1452 au maréchal Poton de Xaintrailles, vicomte de Bruilhois. Sa veuve héritière, Catherine Brachet de Vendôme[43], se remaria avec Jehan III de Stuer, issu d'une famille bretonne (Stuer en Porhoët). Puis le frère de Jehan, Guillaume de Stuer de St-Maigrin, époux de Catherine de Caussade, hérita. Vers 1576/1579, son descendant Louis de Stuer de Caussade (1554-1634), dernier fils de François de Stuer de Caussade, épousa Diane de Pérusse des Cars († 1611 ; voir des précisions et des références généalogiques à cet article), fille héritière de Jean d'Escars, comtesse de Lavauguyon et princesse de Carency. Leur postérité garda Tonneins-dessous, notamment les Quélen de Stuer de Caussade (autre famille bretonne) qui devinrent ducs de La Vauguyon (duché sis à Tonneins réunie, plus Calonges) en août 1758, avec pairie en 1759 : cf. les ducs Antoine (qui acquit Calonges et Tonneins-Dessus, sur le duc de La Force) puis son fils Paul-François.

Tonneins a souffert de la guerre de Cent Ans entre le roi d'Angleterre et le roi de France, ainsi que des guerres de religion. André Mélanchthon, recteur des écoles de Tonneins, prêcha la Réfome en Agenais dès 1541.
Tonneins, comme nombre de villes et bourgades voisines (Clairac, Lafitte, Monheurt, Casteljaloux, Nérac…), se convertit massivement au protestantisme, le seigneur de Tonneins-Dessus étant un huguenot (Jacques-Nompar de Caumont), alors que celui de Tonneins-Dessous (les de Stuer de Caussade) restait catholique..
Elle a été très disputée entre les protestants et l'armée royale, maintes fois envahie, pillée…, et fut rançonnée par Monluc.
Charles IX passe dans la ville lors de son tour de France royal (1564-1566), accompagné de la cour et des Grands du royaume : son frère le duc d’Anjou, Henri de Navarre, les cardinaux de Bourbon et de Lorraine.
Les consuls de Tonneins refusent leur demande de rétablir le culte catholique.
L'édit de Nantes (1598) fait de Tonneins une « place de mariage » puis, en 1606, une « place de sûreté » des protestants.
Tonneins, devenue un centre du protestantisme français, va souffrir des accrocs de plus en plus graves à la paix organisée par cet édit. En 1622 et 1623, elle est, deux fois de suite, rasée par l'armée royale, puis reconstruite par les Tonneinquais.
La révocation de l'édit de Nantes, en 1685, force les protestants à se convertir au catholicisme.
Ceux qui refusent, risquant l'exécution ou l'emprisonnement, tentent de s'exiler, principalement en Europe du Nord. Cet exil d'environ 10 % de la population affaiblit l'économie locale.
Pendant un siècle, jusqu'à ce que l'esprit des Lumières et la Révolution française instaurent la liberté religieuse, les protestants tentent de maintenir en secret leur pratique religieuse, malgré les persécutions royales.
Elle fut le chef-lieu de district de 1790 à 1795.
En l'an 2000, on comptait environ 300 familles protestantes à Tonneins[réf. nécessaire].
Comme La Réole, Marmande, Aiguillon, Port-Sainte-Marie, à Tonneins on a parlé jusqu'au début du XXe siècle le gascon garonnais.
La culture du chanvre puis celle du tabac, dans la campagne avoisinante, ont permis le développement d'une corderie et d'une manufacture de tabac. Cette dernière entreprise a duré jusqu'à la fin du XXe siècle. 20 % des emplois locaux, directement et indirectement, en dépendaient.
Le port sur la Garonne a été un moteur pour l'activité économique de Tonneins, jusqu'à ce qu'il soit concurrencé par le canal latéral à la Garonne, puis mis hors service par le chemin de fer.
Tonneins reste le lieu d'activités industrielles (menuiserie, outillage de levage) et un centre commercial actif, mais qui s'est largement délocalisé hors du centre-ville.

## Politique et administration

### Jumelages
- Thann (France) depuis le 27 juin 1997.
- Zoppola (Italie) depuis le 8 août 1982.

### Résultats électoraux à Tonneins
- Référendum de 1992[47] : NON 53,17 % / OUI 46,83 % / Abstention : 21,33 %
- Référendum de 2000[48] : OUI 75,08 % / NON 24,92 % / Abstention : 65,73 %
- Élection présidentielle de 2002, second tour[49] : Jacques Chirac (UMP) 76,43 % / Jean-Marie Le Pen (FN) 23,57 % / Abstention : 18,46 %
- Élections législatives de 2002, second tour[50] : Michel Diefenbacher (UMP) 54,74 % / Gérard Gouzes (PS) 45,26 % / Abstention : 36,01 %
- Élections régionales de 2004, second tour[51] : Alain Rousset (PS) 48,83 % / Xavier Darcos (UMP) 30,12 % / Jacques Colombier (FN) 21,05 % / Abstention : 30,28 %
- Élections cantonales de 2004, second tour[52]: Jean-Pierre Moga (Divers droite) 42,91 % / Françoise Bize (PS) 41,7 % /  Richard Sanchis (FN) 15,39 % / Abstention : 29,91 %
- Élections européennes de 2004[53] : Liste Kader Arif (PS) 28,98 % / Liste Jean-Claude Martinez (FN) 13,82 % / Liste Alain Lamassoure (UMP) 12,21 % / Liste Jean-Marie Cavada (UDF) 11,09 % / Abstention : 58,35 %
- Référendum de 2005[54] : NON 65,39 % / OUI 34,61 % / Abstention : 31,77 %
- Élection présidentielle de 2007, second tour[55] : Nicolas Sarkozy 51,12 % / Ségolène Royal (PS) 48,88 % / Abstention : 16,17 %
- Élections législatives de 2007, second tour[56] : Michel Diefenbacher (UMP) 53,97 % / Gérard Gouzes (PS) 46,03 % / Abstention : 40,13 %
- Élections municipales de 2008, premier tour : Liste « Pour Tonneins, avec vous » Jean-Pierre Moga (Divers droite) 60,06 % / Liste « Changeons Tonneins » François Daunis (PS) 39,94 % / Abstention : 30,54 %
- Élections européennes de 2009[57] : Liste « Quand l'Europe veut, l'Europe peut » Dominique Baudis (UMP) 25,03 % / Liste « Changer l'Europe, maintenant » Kader Arif (PS) 15,91 % / Liste « Europe Écologie » José Bové 13,42 % / Liste « Front national » Louis Aliot 9,33 % / Abstention : 61,11 %
- Élections régionales de 2010, second tour[58] : Alain Rousset (PS) 56,16 % / Xavier Darcos (UMP) 28,27 % / Jean Lassalle (MoDem) 15,57 % / Abstention : 47,12 %
- Élections cantonales de 2011, second tour[59] : Jean-Pierre Moga (Divers droite) 52,84 % / Françoise Bize (PS) 47,16 % / Abstention : 49,9 %.
- Élection présidentielle de 2012, second tour[60] : François Hollande (PS) 55,45 % / Nicolas Sarkozy (UMP) 44,55 % / Abstention : 20,78 %.
- Élections législatives 2012, second tour[61] : Matthias Fekl (PS) 57,66 % / Michel Diefenbacher (UMP) 42,34 % / Abstention : 43,65 %.
- Élections municipales françaises de 2014, second tour[62] : Liste « Avec vous pour Tonneins » Dante Rinaudo (Divers droite) 47,07 % / Liste « Ensemble, Réveillons Tonneins » Eric Bouchaud (Parti socialiste) 31,28 % / Liste « Tonneins Bleu Marine » Maryse Aubert (Front national) 21,63 % / Abstention : 33,80 %.

## Population et société
Les habitants sont appelés les Tonneinquais.

### Démographie
L'évolution du nombre d'habitants est connue à travers les recensements de la population effectués dans la commune depuis 1793. Pour les communes de moins de 10 000 habitants, une enquête de recensement portant sur toute la population est réalisée tous les cinq ans, les populations de référence des années intermédiaires étant quant à elles estimées par interpolation ou extrapolation. Pour la commune, le premier recensement exhaustif entrant dans le cadre du nouveau dispositif a été réalisé en 2006.

En 2022, la commune comptait 9 461 habitants, en évolution de +4,48 % par rapport à 2016 (Lot-et-Garonne : −0,18 %, France hors Mayotte : +2,11 %).
| 1793  | 1800  | 1806  | 1821  | 1831  | 1836  | 1841  | 1846  | 1851  |
| ----- | ----- | ----- | ----- | ----- | ----- | ----- | ----- | ----- |
| 7 002 | 6 061 | 6 973 | 6 530 | 6 494 | 7 088 | 6 973 | 7 150 | 7 549 |

| 1856  | 1861  | 1866  | 1872  | 1876  | 1881  | 1886  | 1891  | 1896  |
| ----- | ----- | ----- | ----- | ----- | ----- | ----- | ----- | ----- |
| 7 949 | 7 947 | 8 007 | 8 275 | 8 199 | 8 073 | 7 643 | 7 090 | 6 796 |

| 1901  | 1906  | 1911  | 1921  | 1926  | 1931  | 1936  | 1946  | 1954  |
| ----- | ----- | ----- | ----- | ----- | ----- | ----- | ----- | ----- |
| 6 802 | 6 689 | 6 230 | 6 511 | 6 746 | 6 950 | 7 044 | 6 913 | 7 233 |

| 1962  | 1968  | 1975  | 1982  | 1990  | 1999  | 2006  | 2011  | 2016  |
| ----- | ----- | ----- | ----- | ----- | ----- | ----- | ----- | ----- |
| 7 834 | 8 417 | 9 926 | 9 898 | 9 334 | 9 041 | 9 141 | 8 866 | 9 055 |

| 2021  | 2022  | - | - | - | - | - | - | - |
| ----- | ----- | - | - | - | - | - | - | - |
| 9 337 | 9 461 | - | - | - | - | - | - | - |

### Service public
- Poste de police, 3 avenue Charles-de-Gaulle ;
- Mairie, place Zoppola.

### Enseignement
- Écoles maternelles :
  - Publiques : école Marie-Curie, école Françoise-Dolto, école Jean-Macé
  - privée : école Notre-Dame
- Écoles primaires :
  - publiques : école Jules-Ferry, école Victor-Hugo, école Jean-Macé
  - privée : école Notre-Dame
- Collèges :
  - public : collège Germillac
  - privé : collège Saint-Jean
- Lycée agricole :
  - public : lycée Fazanis[66], options : Services aux personnes et au territoire, Productions horticoles, Technicien-conseil vente en produits de jardin

### Santé
Centre hospitalier intercommunal Marmande-Tonneins.

### Cultes
- Église Protestante Unie de Tonneins[67].
- Assemblée chrétienne de Tonneins[68].

### Sports
La principale association sportive de la ville est le club de rugby à XIII, appelé Tonneins Lot et Garonne XIII et évoluant en Élite 2 pour la saison 2013/2014.
Tonneins bénéficie de nombreuses installations sportives :
- 2 gymnases
- 6 aires de grands jeux, dont le stade municipal "Jean-Bernège" (en l'honneur d'un ancien grand dirigeant de Tonneins XIII)
- 1 piste de bi-cross
- 1 piscine d'été
- 5 boulodromes dont un couvert
- 6 terrains de basket-ball
- 2 terrains de handball
- 2 plateaux de basket des rues
- 1 mur naturel d'escalade
- 1 pas de tir à l'arc en plein air
- 1 piste d'athlétisme
- 1 aire de jeux gazonnée
- 1 skate-parc.
- 6 courts de tennis dont 1 couvert

Par la Voie Verte et les différentes liaisons douces : cyclotourisme, VTC, VTT, marche, canoë-kayak…

## Économie
Les fermes d'exploitations agricoles sont au nombre de soixante-cinq sur cette commune.

## Culture locale et patrimoine

### Lieux et monuments

#### Leséglises
- Église Saint-Pierre de Tonneins. Elle est inscrite à l'Inventaire général du patrimoine culturel[69].
- Église Notre-Dame de Tonneins. Elle est inscrite à l'Inventaire général du patrimoine culturel[70].
- Église Saint-Saturnin d'Unet. Elle est inscrite à l'Inventaire général du patrimoine culturel[71].
- Église Saint-Germain de Tonneins. Elle est inscrite à l'Inventaire général du patrimoine culturel[72].
- Église du couvent de Latané de Latané.

Les quais sur le bord de Garonne et la maison de passeur en bord de Garonne.

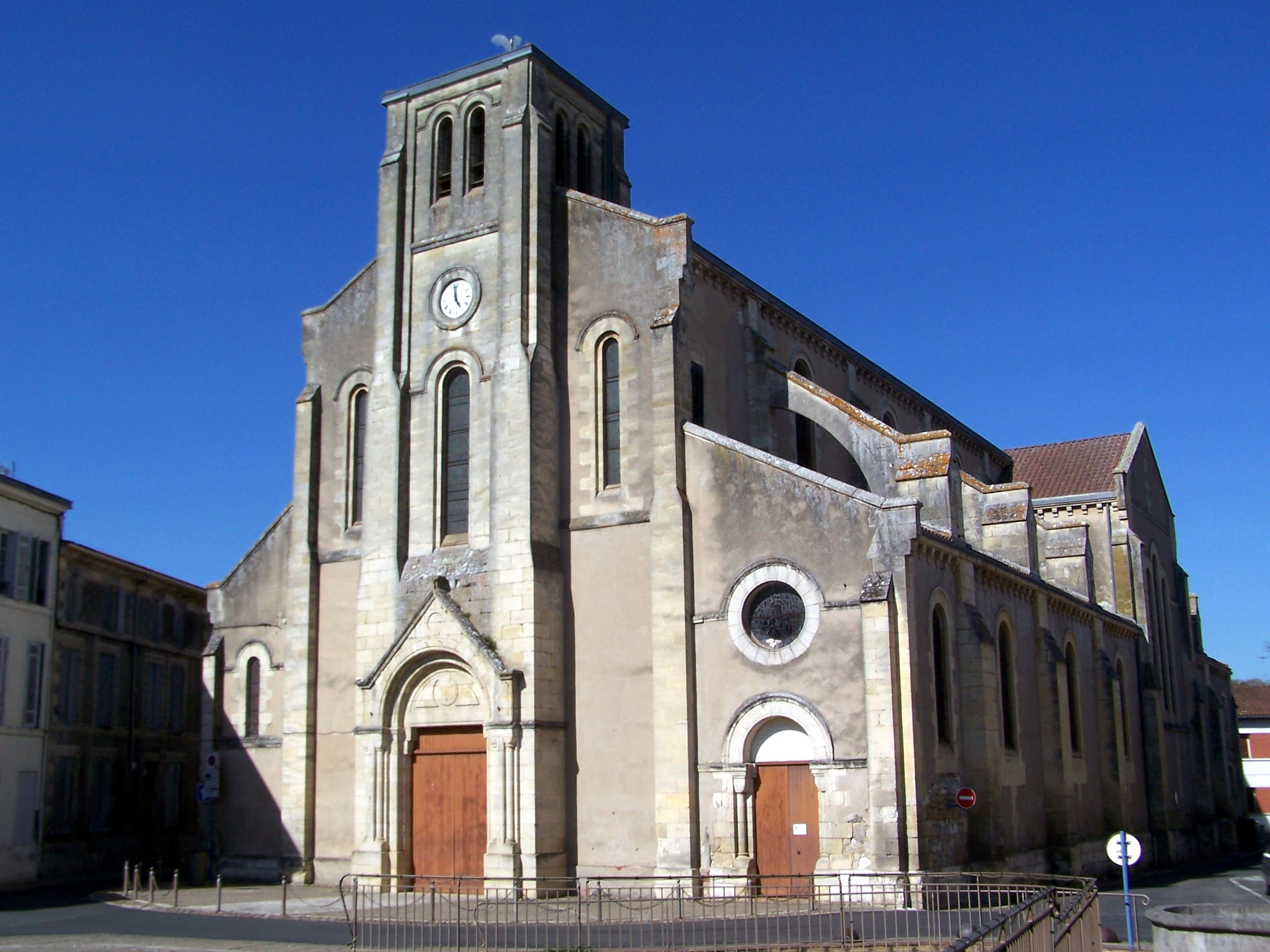
L'église Notre-Dame.
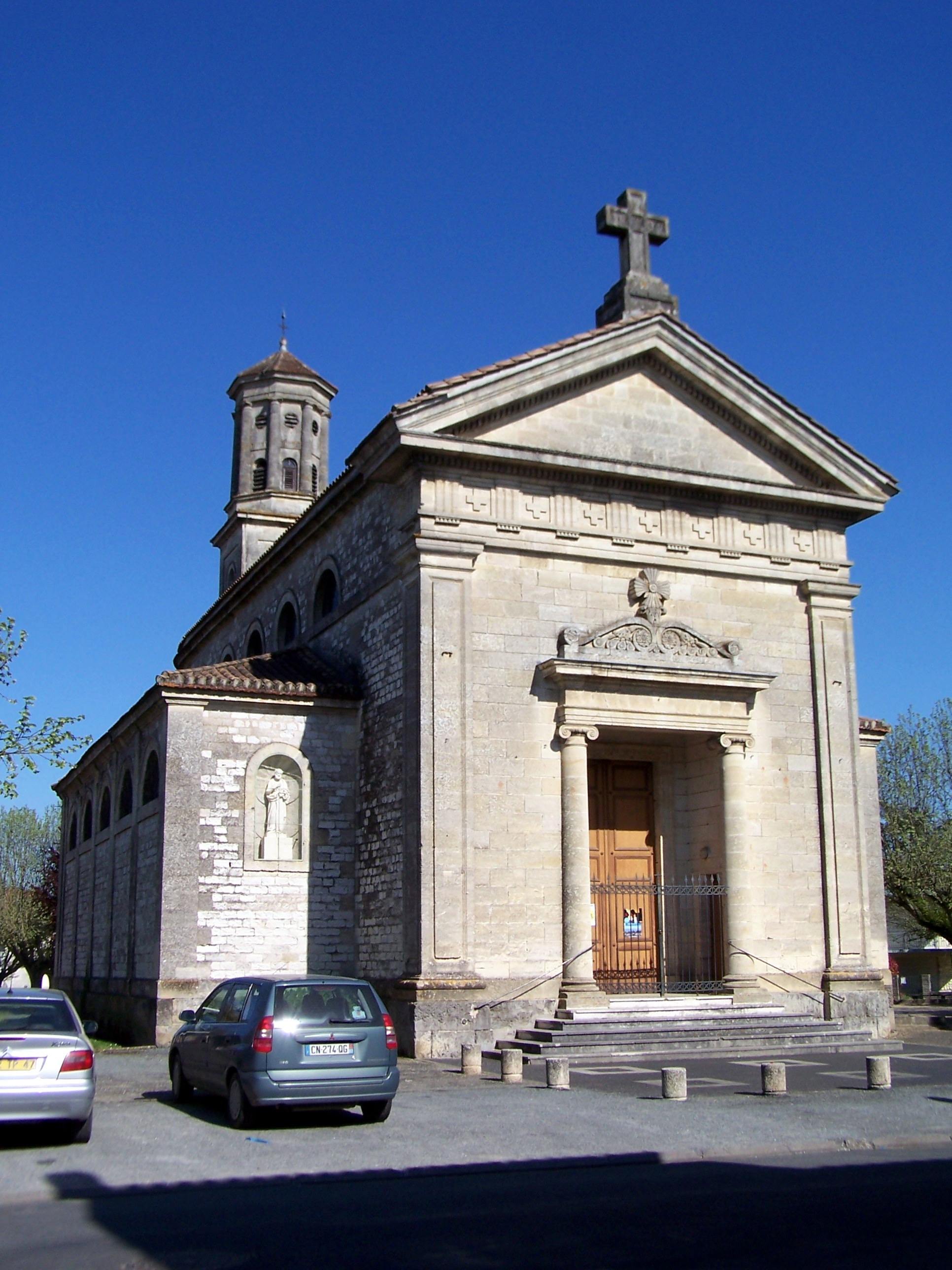
L'église Saint-Pierre.
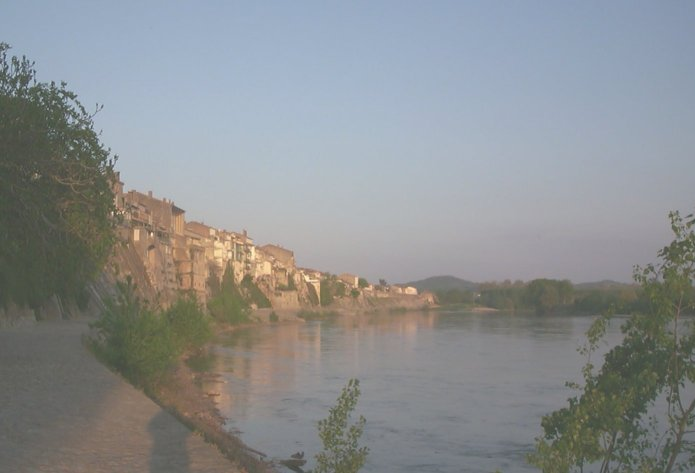
Front de Garonne.
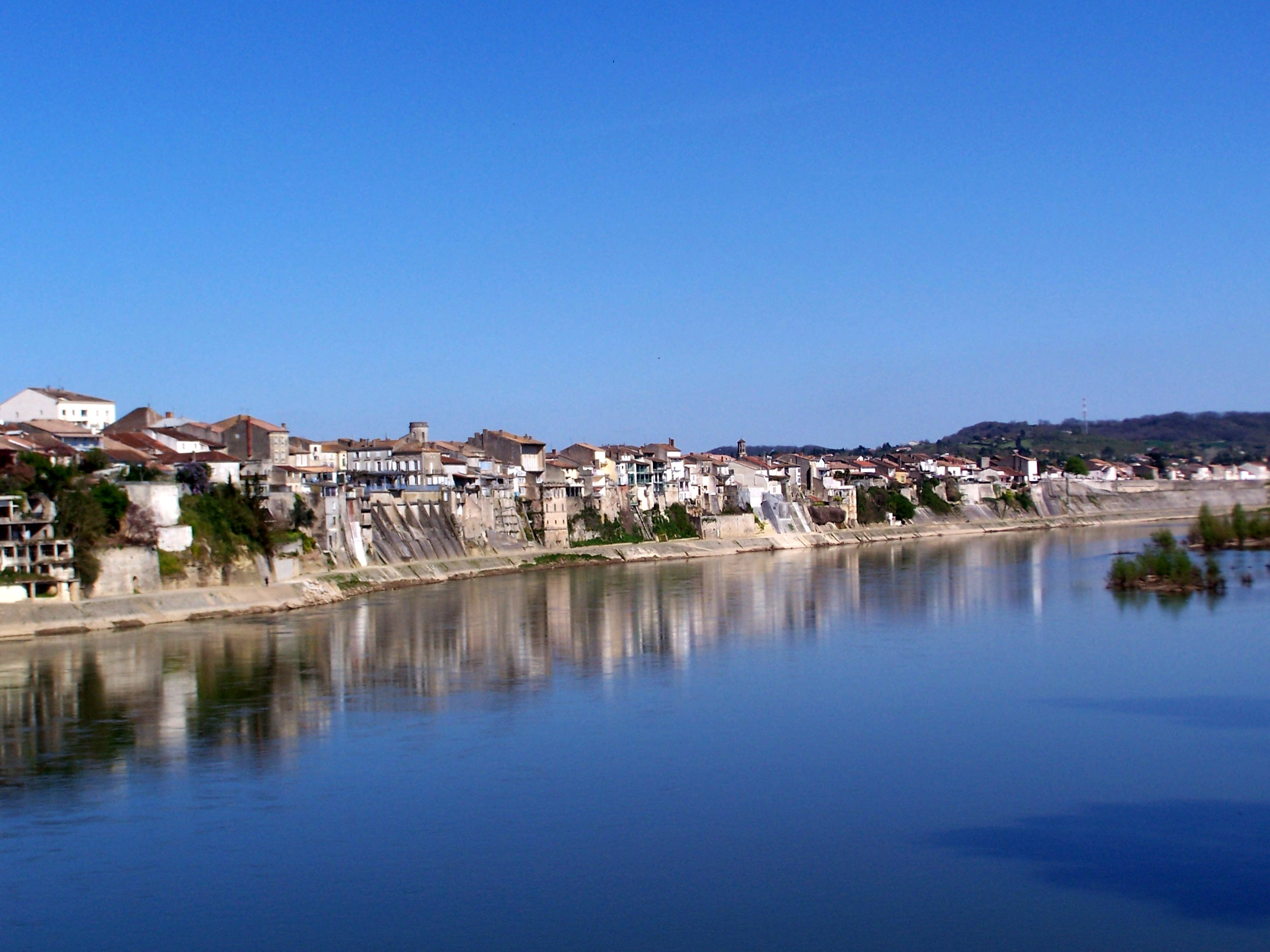
Vue du pont sur la Garonne.
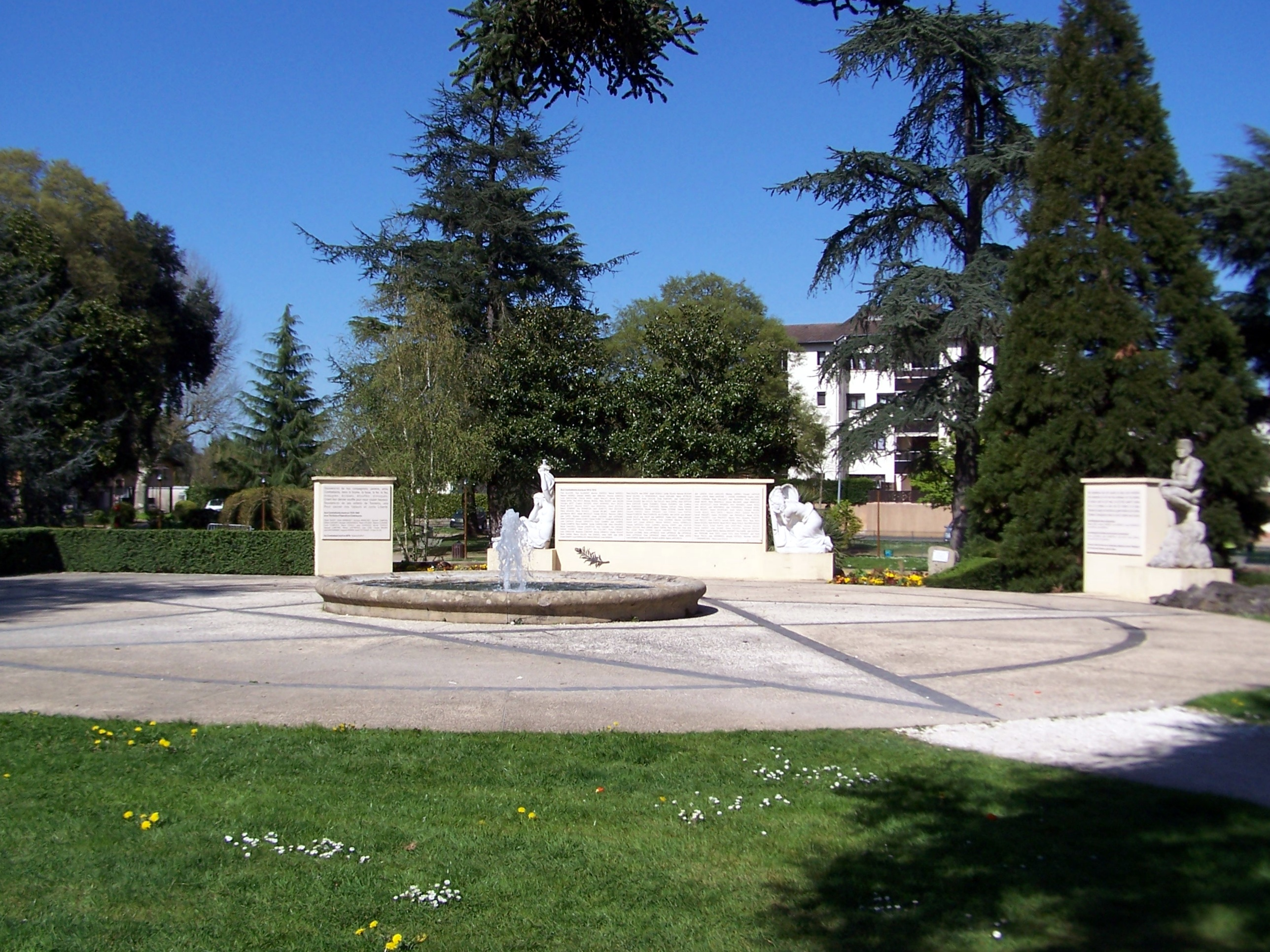
Le monument aux morts.

### Équipements culturels
- Nouvelle France et La Contre-Révolution : anciennes revues.
- Centre culturel Paul-Dumail : médiathèque municipale, école des Arts (musique, théâtre, danse).
- Cinéma Rex.
- Musée Garonna.
- Complexe culturel La Manoque avec théâtre de verdure.
- La « Chapelle nationale des véhicules anciens » est une ancienne chapelle mortuaire privée néo-romane du XIXe siècle rachetée par la mairie de Tonneins qui l'a faite rénover et l'a transformée en véritable petit musée de l'automobile[73]. Ses huit vitraux, peints par Pierre Bardin, représentent des véhicules anciens de différentes marques, notamment Bugatti, Citroën, Delage, Delahaye, Panhard, Peugeot (vitrail central), Renault et Simca[73]. Chaque 15 août, environ 1 400 véhicules anciens sont rassemblés dans le parc autour de la chapelle[73].
- Plusieurs films et séries ont été tournés dans la commune en particulier :
  - 2012 : La Dune de Yossi Aviram.

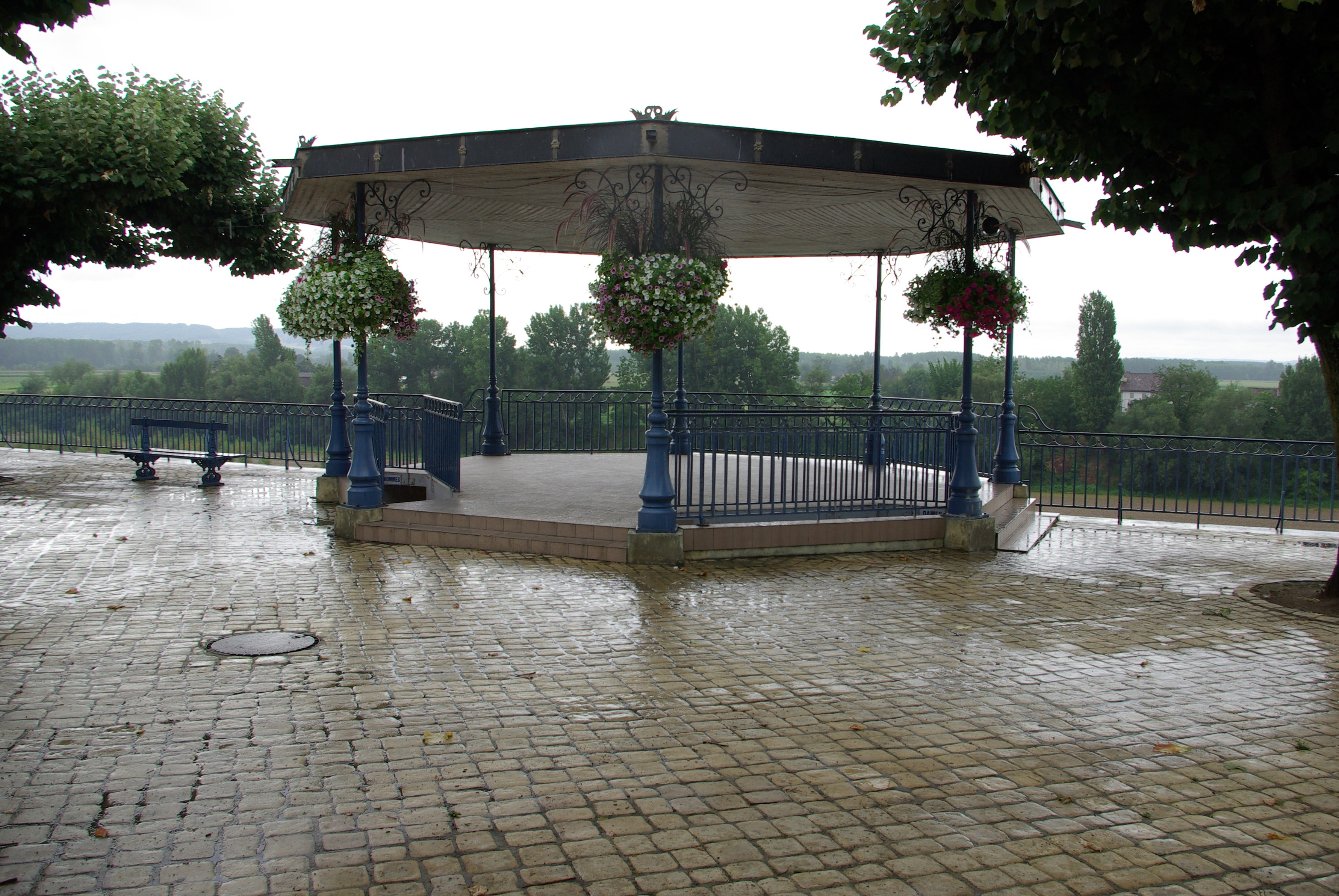
Kiosque à musique en bord de Garonne.
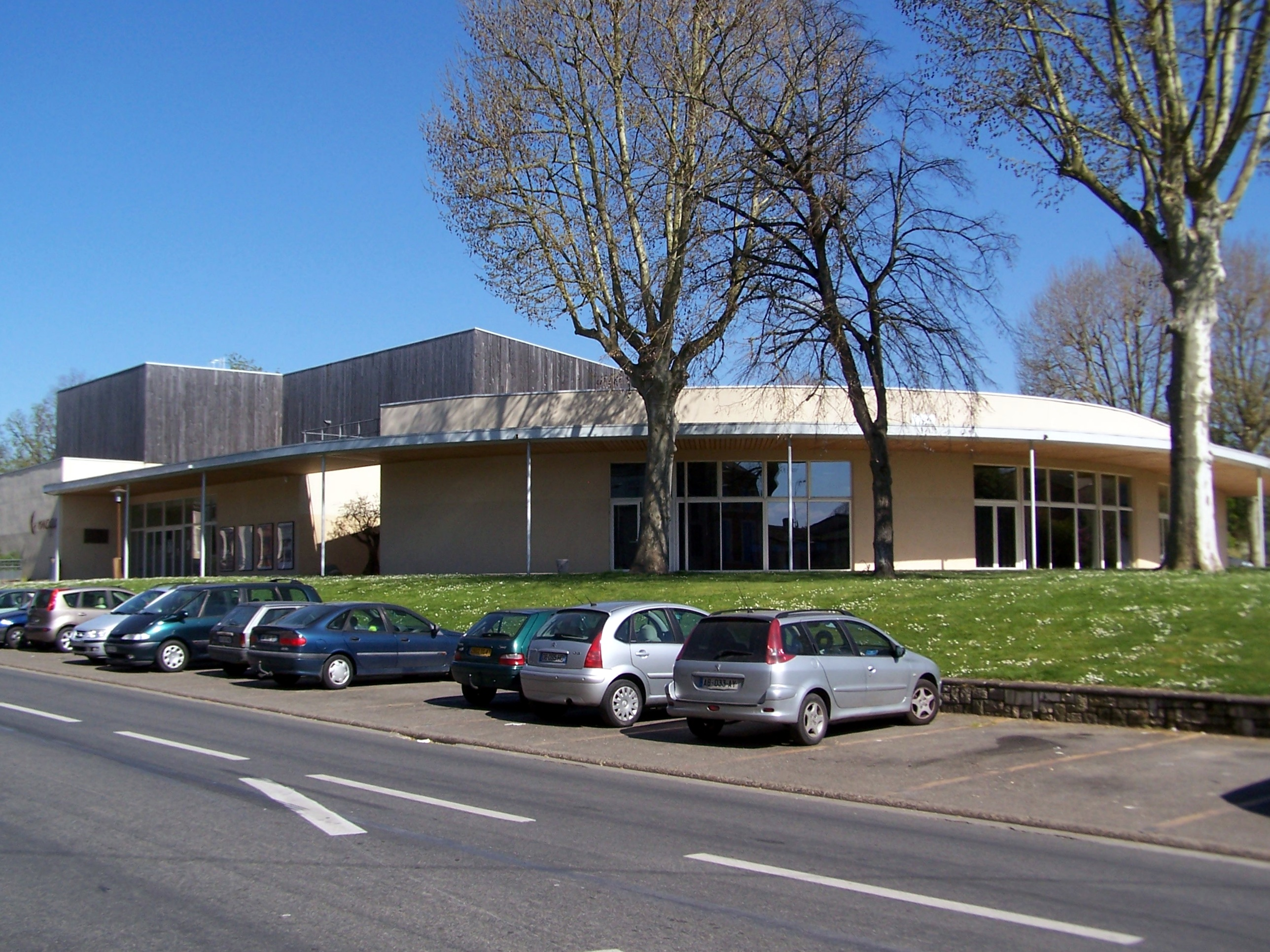
Le complexe culturel La Manoque.
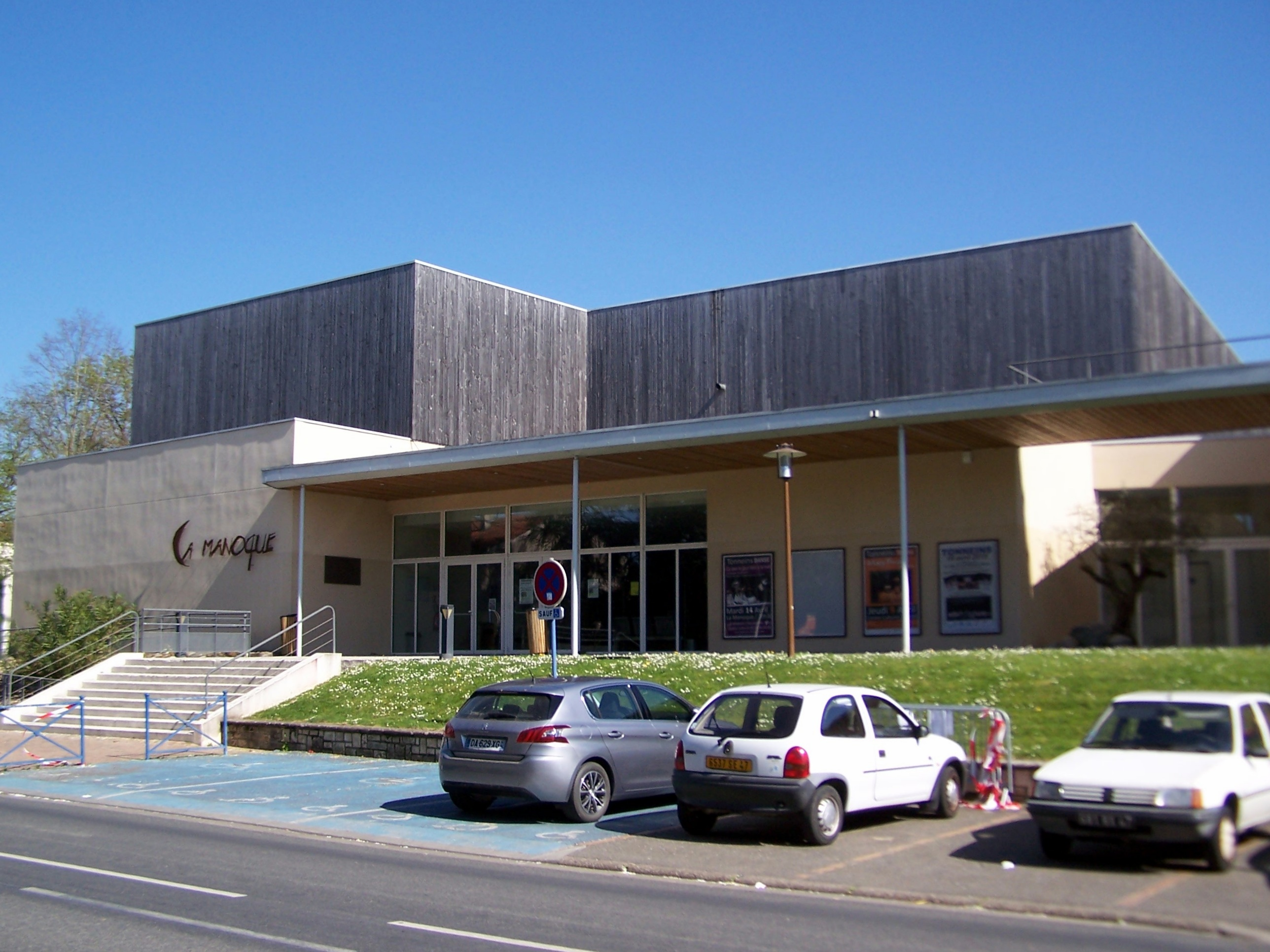
Entrée de La Manoque.
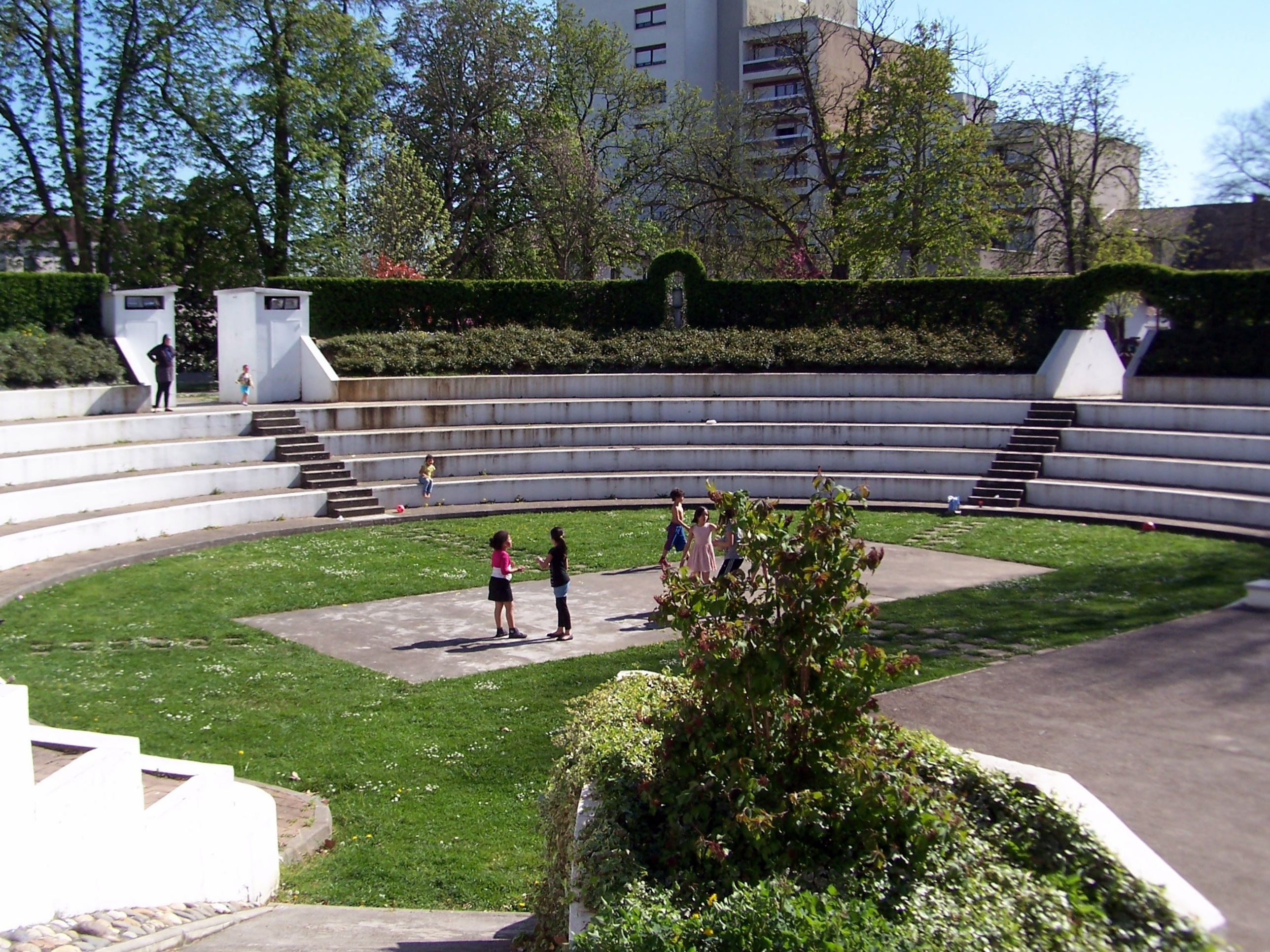
Le théâtre de verdure.
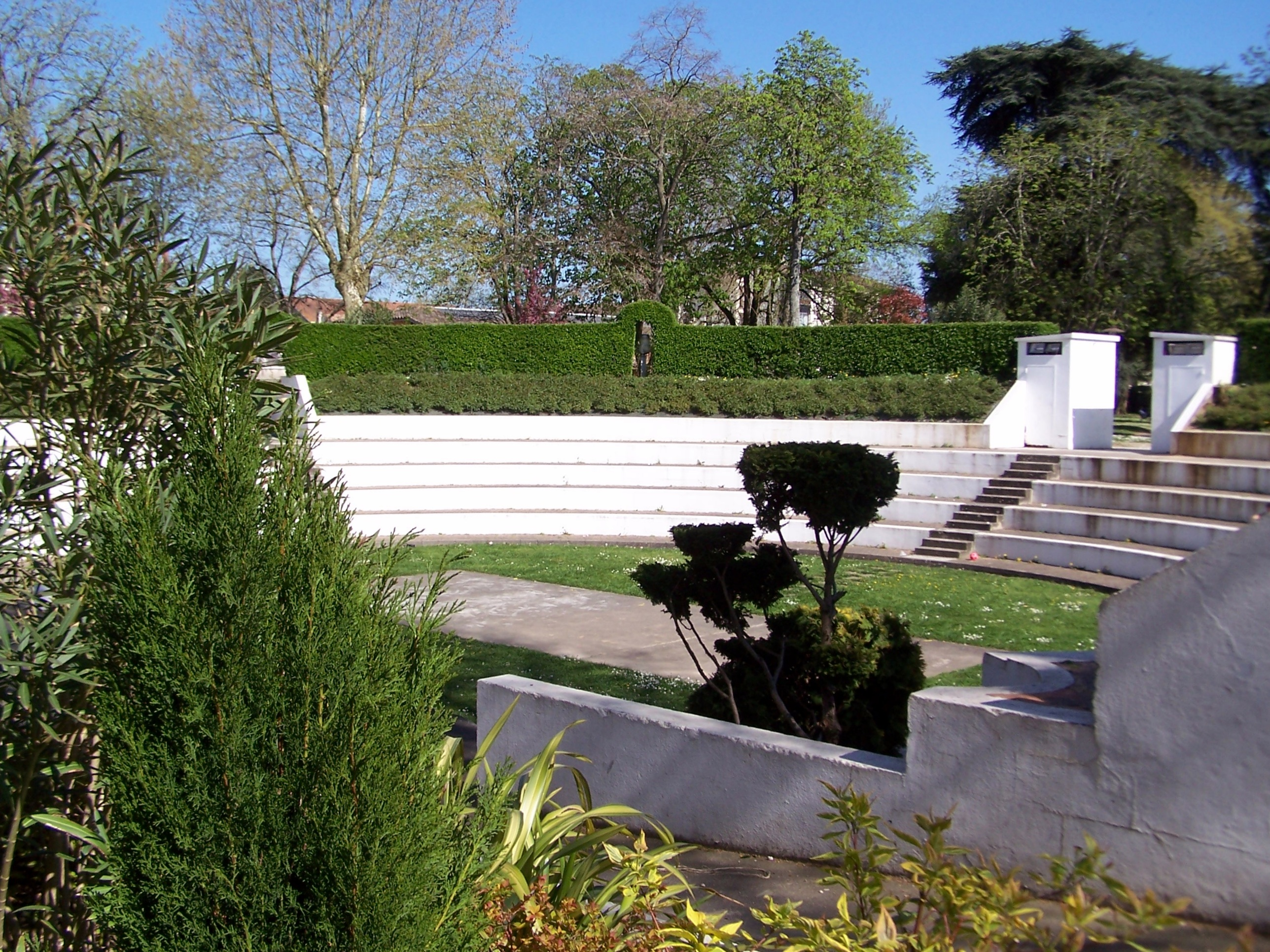
Le théâtre de verdure.

### Patrimoine environnemental
Dans son palmarès 2012, le Conseil national des villes et villages fleuris de France a attribué une fleur à la commune au Concours des villes et villages fleuris.

### Personnalités liées à la commune

#### Personnalités nées à Tonneins
- Antoine de Quélen de Stuer de Caussade, né en 1706, duc de La Vauguyon (à Tonneins et ), homme politique français.
- Jacques-Arnaud de Labat, né le 3 septembre 1722 à Tonneins et décédé le 31 janvier 1803 à Marseille, négociant et homme politique.
- Alexandre Pouget, homme politique né en 1730 à Tonneins (Lot-et-Garonne) et décédé en 1800 à Saint-Martin-de-Curton (Lot-et-Garonne).
- Jacques Paul Vergnes (1755-1803), général français de la Révolution et de l’Empire, préfet de Haute-Saône.
- Sophie Cottin, née Risteau le 22 mars 1770, écrivain française, morte à Paris le 25 août 1807.
- Jean Alexandre Valleton de Garraube (1790-1859), homme politique né à Tonneins, député de la Dordogne de 1831 à 1848.
- Paul Vergnes (1798-1877), homme politique, maire de Marmande, député de Lot-et-Garonne de 1848 à 1849.
- Irène de Luppé (1803-1854), homme politique, député de Lot-et-Garonne de 1848 à 1851.
- Jean Lanusse. Né en 1818, aumônier de l'Ecole spéciale militaire de Saint-Cyr de 1871 à sa mort en 1905.
- Jean-Théodore Joyeux (1865-1938), coureur cycliste, auteur d'un tour de France de 5 500 km en 19 jours en 1895.
- Maurice David, né en 1891, pédagogue, un conférencier, un critique littéraire et un ancien résistant français, mort à Paris en 1974.
- Paulette Bernège (1896-1973), journaliste, pionnière de l'application des principes scientifiques à l'étude des arts ménagers
- Albert Ferrasse, né le 12 août 1917, président de la Fédération française de rugby, président d'honneur du SU Agen, mort à Agen le 28 juillet 2011.
- Renée Melon, née le 23 avril 1926, professeur agrégé de géographie au Lycée La Bruyère de Versailles, notamment en classes préparatoires, morte à Pessac le 15 juillet 2012.
- Patrick Maucouvert, né le 3 octobre 1961, entraîneur de basket-ball professionnel français.
- Philippe Sella, né le 14 février 1962, joueur de rugby à XV français.
- Philippe Tourret, né le 8 juillet 1967, athlète français spécialiste du 110 mètres haies.
- Marouane Chamakh, né le 10 janvier 1984, footballeur international marocain.

#### Personnalités décédées à Tonneins
- Guillaume du Vair, mort le 3 août 1621, prélat, homme politique et écrivain moraliste français, né à Paris le 7 mars 1556.
- Henry-Eugène Delacroix, mort le 26 avril 1930, peintre français, né à Solesmes (Nord) le 16 janvier 1845.
- Jean Guyon, mort le 26 mars 1961, homme politique, né à Libourne (Gironde) le 2 avril 1900

#### Polémique sur le nom de la rue Paul Voivenel
A la fin des années 2010, un historien local, passionné de rugby à XIII, Alain Glayroux, porte à la connaissance du public le fait qu'il existe à Tonneins une rue Paul Voivenel.
Or il s'agit d'une personnalité controversée, puisque Paul Voivenel a fait preuve pendant la deuxième guerre mondiale d'un indéfectible pétainisme et contribua à faire bannir le rugby à XIII par le régime de Vichy.
L'historien demande alors à la municipalité de rebaptiser la rue, son combat ayant même un écho dans la presse britannique treiziste, qui a en tête cette interdiction du rugby à XIII par le régime de Vichy.
Néanmoins, la municipalité conservatrice décide d'assumer la décision prise dans les années 1960 de baptiser la rue ainsi indiquant que modifier la rue  « créerait des problèmes administratifs pour les habitants de la rue ».

### Héraldique
| Blason de Tonneins | Blason  | Coupé : au premier de sinople au croissant d'or surmonté de trois étoiles mal ordonnées du même; au second d'azur aux deux tours d'or surmontées d'une fleur de lys du même. |
| Blason de Tonneins | Détails | En 1699, le Roi Soleil, Louis XIV, inventa un nouvel impôt sur les armoiries pour financer les nouvelles constructions du Château de Versailles. Les Tonneinquais ne pensaient pas payer cet impôt car ils n’avaient pas d’armoiries. Mais on leur en attribua d’office. Tonneins-Dessous reçut un blason d’azur à trois tours d’or rangées sur une terrasse de sable et Tonneins-Dessus reçut un autre blason de couleur sable et à trois coquilles d’or. Mais les consuls des deux cités n’en voulurent point et en choisirent d’autres. Tonneins-Dessous en choisit un de couleur azur à deux tours crénelées et ajourées surmontées d’une fleur de lys. Tonneins-Dessus choisit un blason de couleur verte au croissant d’argent surmonté de trois étoiles. Le blason actuel est donc composé des deux blasons choisis par les Tonneinquais : 1 étoile pour le bourg de Fauillet, 1 pour celui d’Ayet et 1 pour Tonneins. Le croissant désigne la forme qu’affecte la Garonne devant Tonneins-Dessus. Une tour pour Tonneins-Dessous et l’autre pour Tonneins-Dessus et, entre les deux, un Lys symbole de la paix entre les deux cités. - Tonneins-Dessus : De sable à 3 coquilles d'or. - Tonneins-Dessous : D'azur à 3 tours d'or posées en fasce sur une terrasse de sable. Le statut officiel du blason reste à déterminer. |